# Жарук Анатолій Федорович
Анато́лій Фе́дорович Жару́к (нар. 25 квітня 1963) — український письменник.

## Біографія
Жарук Анатолій Федорович народився 25 квітня 1963 р. у с. Тростянець (тепер у складі Ямпільської міської територіальної громади Могилів-Подільського району Вінницької області). Випускник Національного університету «Львівська політехніка», за фахом — інженер-програміст. Був головою правління Ямпільської райспоживспілки. Приватний підприємець. Займається громадсько-політичною діяльністю.
Хобі — виготовлення меблів, виноробство.

Проживає у м. Ямполі.

## Літературна діяльність
Прозаїк. Автор книг з історичної тематики:
- Нескорені Гайдамацького Яру: повість. Кн. 1. Дністровська сотня / Анатолій Жарук. — Житомир: Вид. Євенок О. О., 2020. — 320 с. — (Бібліотечка журналу «Вінницький край»; вип. 40). — ISBN 978-966-995-125-0;
- Четверта усмішка / Анатолій Жарук. — Вінниця: Твори, 2021. — 188 с. — ISBN 978-966-949-207-4;
- Нескорені Гайдамацького Яру: повість. Кн. 2. По Поділлю з вогнем / Анатолій Жарук. — Вінниця: Твори, 2021. — 370 с. — (Бібліотечка журналу «Вінницький край» ; вип. 49). — ISBN 978-966-949-860-1.[2]

Друкується у центральній та регіональній періодиці.

Рішенням Секретаріату НСПУ від 29.06. 2023 р. прийнято до лав Спілки.
|                          | Анатолій Жарук – нова зірка, що яскраво сходить на небосхилі подільської прози. Та має чоловік нестримний потяг до патріотики, вивчення історії рідного краю. А відтак задумав і почав писати трилогію «Нескорені Гайдамацького яру». Перші дві частини трилогії «Дністровська сотня» та «По Поділлю з вогнем» вже вийшли у світ окремими книгами. Завершує Анатолій написання третьої, робоча назва «Від гайдамаки до шляхтича». Книги цікаві, насичені реальними історичними подіями, які відбувалися на Наддністрянщині в часи Гайдамаччини, національно-визвольних повстань. |
| — Михайло Каменюк (2022) | |

## Відзнаки
- Премія імені Леоніда Гавриша (2022);[5]
- Літературна премія імені Михайла Стельмаха журналу «Вінницький край» (2022).[6]